# Maō Gakuin no Futekigōsha
Maō Gakuin no Futekigōsha ~Shijō Saikyō no Maō no Shiso, Tensei Shite Shison-tachi no Gakkō e Kayō~ (魔王学院の不適合者 ～史上最強の魔王の始祖、転生して子孫たちの学校へ通う～?), conocida simplemente como Maō Gakuin no Futekigōsha (魔王学院の不適合者?), es una serie de novelas ligeras japonesas escritas por Shu e ilustradas por Yoshinori Shizuma. Comenzó originalmente en abril de 2017 como novela web en el sitio Shōsetsuka ni Narō, pero fue adquirida por ASCII Media Works que comenzó la publicación oficialmente en marzo de 2018. Una adaptación al manga con arte de Kayaharuka fue lanzada en línea en julio de 2018, pero fue cancelada en 2021 a causa de la muerte del autor del manga, pero no de la novela, quien luchaba contra un cáncer de páncreas. Además se realizó una adaptación al anime de Silver Link se estrenó el 4 de julio de 2020. Una segunda temporada se estrenó el 8 de enero del 2023.

## Sinopsis
Hace 2.000 años, en su vida anterior, a medida que la guerra entre humanos y demonios se desató, el Rey Demonio de la Tiranía, Anos Voldigoad, finalmente se cansó de los combates constantes y decidió que la única manera de lograr la paz era construyendo muros entre las cuatro razas, con la esperanza de que olvidaran su rencor después de mil años más o menos. Así formó un acuerdo con el héroe Kanon, el Gran Espíritu Reno y la Milicia Dios de la Creación y se sacrificó para proporcionar suficiente magia para la causa, diciendo que se reencarnaría después de 2.000 años. 
Después de 2.000 años, Anos, que finalmente sueña con un mundo pacífico, había logrado reencarnarse, pero 2.000 años después, Anos se inscribe en la Academia Demon King, la academia que reúne y educa a aquellos que se consideran el Rey Demonio reencarnado.
Lo que le esperaba después de su reencarnación son sus descendientes que se acostumbraron a la paz y se debilitaron demasiado, y la paz se encuentra en grave peligro por un hombre que se hace pasar por el Rey Demonio (Avos Dilhevia) intentará que los humanos y los demonios vuelvan a estar en guerra de nuevo. Anos deberá saber la identidad de Avos Dilhevia para detenerlo y en el transcurso de la historia, Anos demostrará su poder feroz y que él es el verdadero Rey Demonio de la Tiranía.

## Personajes
Anos Voldigoad (アノス・ヴォルディゴード?)
 Seiyū: Tatsuhisa Suzuki (temporada 1), Yūichirō Umehara (temporada 2), Gerardo Ortega (español latino)
Anos Voldigoad es la reencarnación del hombre que fue temido como el Rey Demonio de la Tiranía hace 2.000 años. Es resuelto, incondicional e invencible. Su poder absoluto infunde una verdadera confianza en sí mismo que solo es superada por su ego. Debido a su destreza abrumadora, Anos posee una actitud tranquila y un sentido de perseverancia inigualable cuando se enfrenta a cualquier desafío que se le presente, por las mismas palabras de Anos hay seres superiores a él en la novela ligera y web novel, siendo el más fuerte de su obra actualmente Zinnia Shivaheld, llegando a tener un poder inimaginable. 
A pesar de su título de Rey Demonio, Anos tiene una brújula moral definitiva y, en general, tiene una perspectiva amable y cariñosa. Se interesa mucho por el bienestar no solo de su familia, sino también de sus subordinados y seguidores, y se apresura a recompensarlos por su lealtad. Está dispuesto a hacer todo lo posible para ayudarlos en su desarrollo, a fin de que alcancen su máximo potencial. Otras personas pueden verlo como cruel, pero su credo personal no es matar gente innecesariamente. Incluso si nunca lo admitiría, Anos es muy protector con sus compañeros subordinados y seguidores. 
Misha Necron (ミーシャ・ネクロン?)
 Seiyū: Tomori Kusunoki, Jessica Ángeles (español latino)
Misha es una chica callada y obediente. Ella es la compañera de clase de Anos y la primera amiga de su vida reencarnada.
Misha se preocupa profundamente por su hermana gemela Sasha. Esta última actúa como si la odiara y la tratara mal, pero Misha sabe que es solamente un acto y realmente la ama. Debería haber desaparecido en su cumpleaños número 15 debido a que era la mitad de la persona que debió ser Sasha, pero Anos la salvó. 
Sasha Necron (サーシャ・ネクロン?)
 Seiyū: Yūko Natsuyoshi, Alessia Becerril (español latino)
Sasha es un poco agresiva y segura de sí misma. A pesar de que actúa de manera terrible con su hermana gemela, en realidad la ama profundamente y lo hace con un propósito. En situaciones peligrosas, Sasha siempre está dispuesta a descuidar su vida para proteger a Misha. 
Cuando Sasha era una niña, no podía controlar sus ojos demoníacos de destrucción. Solo Misha podía mirarla a los ojos y permanecer a su lado. Misha la ayudó a practicar el control de sus ojos y debido a eso, terminó siendo capaz de controlar sus ojos y dejó de lastimar a la gente. 
Más adelante se descubre que Sasha es un ser incompleto; en su etapa de gestación fue dividida en dos. La única forma en que el proceso se revierta es absorbiendo permanentemente a Misha, pero Anos las salvó a ambas al usar su poder para convertirlas en gemelas normales. 
Lay Glanzudlii (レイ・グランズドリィ)
 Seiyū: Takuma Terashima, Luis Leonardo Suárez (español latino)
Un espadachín altamente talentoso con enormes reservas de magia. Aparece por primera vez en la academia poco después del ingreso de Anos y entabla amistad con él poco después de su traslado. 
Avos Dilhevia(多分ディルネビア )
 Seiyū: Takuma Terashima
Kanon (カノン )
 Seiyū: Takuma Terashima, Óscar López (español latino)
Misa ilioroagu (ミサ・イリオローグ )
 Seiyū: Nene Hieda, Erika Langarica (español latino)
Una compañera de clases de Anos y miembro de los Unitarios. Ella es el espíritu que se formó a partir de los rumores y tradiciones del Rey Demonio ficticio Avos Dilhevia. Misa también es hija de Shin Reglia y el Gran Espíritu Reno.
Gaios Anzem (ガイオス・アンゼム )
 Seiyū: Tetsu Inada, Héctor Estrada (español latino)
Ivis Necron (アイヴィス・ネクロン )
 Seiyū: Ryōtarō Okiayu, Carlos Segundo (español latino)
Eldora Zaia (エルドラ・ザイア )
 Seiyū: Hikaru Midorikawa, Luis Piza (español latino)
Zoro Angart (ゾロ・アンガート )
 Seiyū: Shin'ichirō Miki, Manuel David (español latino)
Medoin Garsa (メドイン・ガーサ )
 Seiyū: Junichi Suwabe, Ricardo Rocha (español latino)
Ellen Mihace (エレン・ミハイス )
 Seiyū: Kaori Ishihara, Itzel Jaramillo (español latino)
Jessica Arnet (ジェシカ・アーネート )
 Seiyū: Madoka Asahina, Marisol Hamed (español latino)
Maia Zemut (マイア・ゼムト )
 Seiyū: Yūko Ōno, Wendy Malvárez (español latino)
Shelia Nijem (シェリア・ニジェム )
 Seiyū: Yuka Amemiya, Gabriela Hernández (español latino)
Catha Crunoah (カーサ・クルノア )
 Seiyū: Tomomi Mineuchi, Dolores Mondragón (español latino)
Nono Inota (ノノ・イノータ )
 Seiyū: Haruka Shiraishi, Diana Nolan (español latino)
Himka Houra (ヒムカ・ホウラ )
 Seiyū: Sayumi Suzushiro, Stephanie Filigrana (español latino)
Ydol Anzeo (イドル・アンゼオ )
 Seiyū: Kōsuke Toriumi, Hiram Cárdenas (español latino)
Melheis Boran (メルヘイス・ボラン )
 Seiyū: Hōchū Ōtsuka, Óscar Gómez (español latino)
Shin Reglia (シン・レグリア )
 Seiyū: Wataru Hatano, David Allende (español latino)
Eleonore Bianca (エレオノーレビアンカ )
 Seiyū: Sayumi Watabe, Polly Huerta (español latino)
Emilia Ludowell (エミリア・ルードウェル )
 Seiyū: Ami Koshimizu, Alejandra Delint (español latino)
Era una miembro de la realeza de sangre pura y la maestra de la clase de Anos. Emilia estaba orgullosa de pertenecer a la realeza y no estaba contenta con que Anos, un mestizo, fuera extremadamente poderoso. Ella favoritizó a los estudiantes de sangre pura, viendo a sus estudiantes de sangre mixta simplemente como ladrones que robaban el conocimiento de los de sangre pura, y no tenía reparos en herirlos o incluso matarlos si le causaban problemas. Después de que Anos derrotara al hermano de Emilia en el Torneo Demon Sword, ella intenta lastimar a la madre de Anos para quitarle la espada de su hijo en un intento de descalificarlo, pero Anos interviene y tortura a Emilia hasta matarla. Pero después, él reencarna a Emilia como una sangre mixta, siendo expulsada de su familia y de la academia. Ella se reconcilia con Anos y se convierte en la directora de la Academia de Héroes.
Izabella (イザベラ )
 Seiyū: Aki Toyosaki, Jocelyn Robles (español latino)
Gusta Raizeo (グスタ・ライゼオ )
 Seiyū: Shinobu Matsumoto
Zepes Indu (ゼペス・インドゥ Zepesu Indu?)
 Seiyū: Takuya Eguchi, Eduardo Garza (español latino)
Leorig Indu (リオルグ・インドゥ Riorugu Indu?)
 Seiyū: Shinnosuke Tachibana, Manuel Campuzano (español latino)
Eldmed Ditigeon (エールドメード ディティジョ?)
 Seiyū: Rikiya Koyama
Es un gran demonio que reinó durante la Edad Mítica como el Rey de la Conflagración. Actualmente es el maestro de la clase de Anos y uno de los Cuatro Reyes Malignos, pero su cuerpo es poseído por Nosgalia.
Eges Code (イージェス・コード?)
 Seiyū: Hiroki Yasumoto
Es uno de los Cuatro Reyes Malvados, también conocido como el Rey del Inframundo. Es un gran demonio que compitió con Anos Voldigoad durante la Edad Mítica. Como muchos de los demonios prominentes de la Edad Mítica, Eges se alejó de Dilhade y terminó en Aharthern junto con los otros Reyes Malignos. En el pasado, ayudó a Kaihilam Jiste a heredar la maldición de Nor Dorfmond, lo que llevó al Rey Maldición a estar en deuda con Eges.
Gilysiris Dello (ギリシリス・デッロ?)
 Seiyū: Hiroyuki Yoshino
Es uno de los Cuatro Reyes Malvados, conocido como el Rey del Monumento Escarlata. Para Gilisiris, las personas no son más que sacrificios para la investigación mágica. Él cree que, dado que todos morirán y se desvanecerán de todos modos, también podrían convertirse en parte de los cimientos de la magia. También es alguien que pone trampas y otros trucos en lugar de luchar contra alguien de frente. Siguiendo el plan del héroe Kanon, los súbditos leales de Anos e incluso los poderosos demonios que no se llevaban bien con él se alejaron de Dilhade. Gilisiris, en particular, eligió ir a la Escuela Espiritual porque era un gran lugar para estudiar magia.
Kaihilam Jiste (グスタ・ライゼオ?)
 Seiyū: Shizuka Itō (Jiste)
Es un gran demonio del clan Dorfmond que compitió contra Anos Voldigoad durante la Era Mítica. Conocido como el Rey Maldito, Kaihilam es uno de los Cuatro Reyes Malignos. Kaihilam tiene una doble personalidad. El principal es el del Rey Maldito Kaihilam, mientras que el otro es el de su amante, Jiste. Cuando las personalidades cambian, tanto su memoria como su fuente cambian por completo; buscar en los recuerdos de Jiste no daría ninguno de los de Kaihiram, aunque todavía hay una sola fuente. El propio Kaihilam no puede cambiar de personalidad a voluntad.
Arcana (アルカナ?)
 Seiyū: Nao Tōyama
Es una Diosa de selección del mundo subterráneo que no puede recordar su verdadero nombre. Arcana es bastante serena, ya que tiene un rostro inexpresivo la mayor parte del tiempo y mantiene la cabeza fría al tomar decisiones y planificar.
Ahid Alovo Agartz (アヒデ・アロボ・アガーツェ?)
 Seiyū: Toshihiko Seki
Es el ex cardenal de Jiordal, y el Oráculo de los Ocho Seleccionados. Ahid es un hombre de fe que sirve y adora al Todopoderoso Resplandor, Equis. Él cree que los dioses son seres todopoderosos y perfectos, y le resulta incomprensible que Anos pueda ser más fuerte que los dioses. Sin embargo, en realidad, Ahid es un delincuente que se tumbará en el acto y proclamará que es la palabra de Dios. Para ganar el Juicio de Selección, incluso sacrificará a sus propios seguidores y los convencerá de que están muriendo por una causa noble. No es leal a los dioses, sino que codicia su poder.
Militia (ミリティア?)
 Seiyū: Aoi Yūki
Era la Diosa de la Creación (創造神 Sōzō-Shin?), y la responsable de la creación del mundo. Militia es descrita como una diosa amable y compasiva que creó un mundo de amor y esperanza. A diferencia de la mayoría de los otros dioses que sólo obedecían su propia orden y no se preocupaban por la especie humana y cómo les afectaban las acciones de los dioses. A pesar de hacer todo lo posible para crear un mundo lleno de bondad, lamentó que el mundo estuviera lleno de conflictos y luchas, ya que esperaba que hubiera una manera de cambiarlo y traer paz y esperanza a las personas que viven en él.

## Contenido de la obra

### Novelas ligeras
La serie de novelas ligeras comenzó a serializarse en línea en abril de 2017 en el sitio web de publicación de novelas generado por el usuario Shōsetsuka ni Narō. Posteriormente fue adquirido por ASCII Media Works para publicarlo bajo su sello Dengeki Bunko, con diecisiete volúmenes desde agosto de 2025.
| N.º | Fecha de lanzamiento    | ISBN original          |
| --- | ----------------------- | ---------------------- |
| 1   | 10 de marzo de 2018     | ISBN 978-4-04-893681-1 |
| 2   | 10 de julio de 2018     | ISBN 978-4-04-893920-1 |
| 3   | 10 de noviembre de 2018 | ISBN 978-4-04-912096-7 |
| 4   | 9 de marzo de 2019      | ISBN 978-4-04-912327-2 |
| 下  | 10 de mayo de 2019      | ISBN 978-4-04-912453-8 |
| 5   | 10 de octubre de 2019   | ISBN 978-4-04-912664-8 |
| 6   | 10 de marzo de 2020     | ISBN 978-4-04-913074-4 |
| 7   | 10 de julio de 2020     | ISBN 978-4-04-913273-1 |
| 8   | 10 de octubre de 2020   | ISBN 978-4-04-913448-3 |
| 9   | 9 de abril de 2021      | ISBN 978-4-04-913734-7 |
| 10  | 6 de agosto de 2021     | ISBN 978-4-04-913938-9 |
| 下  | 8 de octubre de 2021    | ISBN 978-4-04-913939-6 |
| 11  | 10 de marzo de 2022     | ISBN 978-4-04-914145-0 |
| 12  | 10 de agosto de 2022    | ISBN 978-4-04-914532-8 |
| 下  | 7 de octubre de 2022    | ISBN 978-4-04-914533-5 |
| 13  | 10 de febrero de 2023   | ISBN 978-4-04-914870-1 |
| 下  | 10 de mayo de 2023      | ISBN 978-4-04-914874-9 |
| 14  | 8 de septiembre de 2023 | ISBN 978-4-04-915122-0 |
| 下  | 10 de enero de 2024     | ISBN 978-4-04-915123-7 |
| 15  | 7 de junio de 2024      | ISBN 978-4-04-915697-3 |
| 16  | 8 de noviembre de 2024  | ISBN 978-4-04-916083-3 |
| 17  | 8 de agosto de 2025     | ISBN 978-4-04-916084-0 |

### Manga
Una adaptación al manga con arte de Kayaharuka se ha serializado en línea desde julio de 2018 a través del sitio web Manga UP! de Square Enix y se ha recopilado en cuatro volúmenes tankōbon.

#### Lista de volúmenes
| N.º | Fecha de lanzamiento    | ISBN original          |
| --- | ----------------------- | ---------------------- |
| 1   | 10 de noviembre de 2018 | ISBN 978-4-7575-5906-6 |
| 2   | 10 de mayo de 2019      | ISBN 978-4-7575-6112-0 |
| 3   | 10 de octubre de 2019   | ISBN 978-4-7575-6333-9 |
| 4   | 5 de marzo de 2021      | ISBN 978-4-7575-7133-4 |

### Anime
La adaptación a serie de anime fue anunciada en el evento «Dengeki Bunko Aki no Namahōsō Festival» el 6 de octubre de 2019. La serie será animada por Silver Link y dirigida por Masafumi Tamura y Shin Ōnuma como director en jefe. Jin Tanaka estuvo a cargo de los guiones, mientras Kazuyuki Yamayoshi del diseño de los personajes y Keiji Inai de la composición de la música. Fue estrenada el 4 de julio de 2020 y finalizó el 26 de septiembre de 2020.
El 6 de marzo de 2021, se anunció que la serie recibiría una segunda temporada en dos cursos divididos con el personal y el elenco retomando su papel respectivo. La primera parte se estrenó el 8 de enero de 2023. El tema de apertura es «Seien», interpretado por Lenny code fiction, mientras que el tema de cierre es «Esoa» (エソア?), interpretado por Momosumomosu. La segunda parte se estrenó el 13 de abril de 2024.
El 30 de mayo de 2023, Crunchyroll anunció que la serie había recibido un doblaje en español latino, la cual se estrenó el 1 de junio (primera temporada).